# 闘神機ジーズフレーム
『闘神機ジーズフレーム』（とうしんきジーズフレーム）は、セブンストーン制作によるテレビアニメ作品。日本では2021年10月から12月までTOKYO MXほかにて放送された。
同年11月19日からは前日譚である「闘神機ジーズフレーム THE FIRST FORCE」が期間限定で無料公開された。

## あらすじ
21世紀の終わり。
人類は新たなエネルギー『DG（ディバイングレイス）エネルギー』を手に入れ、目覚ましい経済発展とともに宇宙開発に乗り出した。
冥王星圏まで開拓の手を広げていた時、突如、未確認生命体”ネルガル”の襲撃により、開拓団は壊滅した。
地球連合軍はネルガルに対抗するため、世界中の遺跡から発掘された古代ロボット兵器”G’s フレーム”と、その操縦が可能な特別な能力を持つ少女たち”エンシエントガールズ”からなる『AG部隊』を結成した。
人類にとって初となる古代ロボットとAG部隊による対ネルガル戦となる木星トロヤ群戦役において、地球を護るために飛び立った地球連合軍第1次AG部隊は多くの死者を出し、4号機アセナのパイロット南宮麗雨はMIA（戦闘中行方不明）となる。
時は流れ、南宮麗香は、姉の麗雨を探すためAG部隊に志願する。

## 登場人物
南宮 麗香（みなみや れいか）
声 - 高橋李依
本作の主人公。シェンノンのパイロット。
ルナ・マリアナ・ペレス・ルピアノ（Luna Mariano Perez Lupiano）
声 - 洲崎綾
ククルカンのパイロット。ジョディス隊長が行方不明の間に彼女が部隊長として指揮を取ることになる。
ジョティス・パール（Judith Pearl）
声 - 石原夏織
ガンダルヴァのパイロット。第一次エンシエントガールズ部隊の生き残りで麗香たちの上官。平時はAG部隊の宣伝も兼ねて、ミュージシャンとして活動している。インド自治区出身。父親は山海（せんがい）電力の御曹司で2代目社長であったが、道楽者であったためにエネルギー問題に目を向けず、ギャンブルに熱中して会社の資産を食いつぶし破産した上、職員による『山海電力の大暴動』を引き起こすきっかけを作って借金をジョティスの母に押し付け、夜逃げして行方をくらましている。そのため、父親のことを憎んでいる。母はシタールの奏者であったが現在は死亡している。
アルヘナ・ハキーム（Arjena Hakeem）
声 - 五十嵐裕美
パピルサグのパイロット。元マジシャン。ニビル人の先祖を持つ家系で彼女自身も血を引いている。
エア（Eyre）
声 - 仲田ありさ
発掘された白い巨人のコックピット内で発見された少女。全てのG'sフレームの操縦と対話が可能。ニビル人が残した自立型有機CPUで、所謂人造人間。そのため火星の希薄な大気でも宇宙服なしで行動できる身体能力を持つ。
南宮 麗雨（みなみや れいう）
声 - 竹達彩奈
麗香の姉。年齢は麗香より4歳年上。アセナのパイロット。第一次エンシエントガールズ部隊のまとめ役でもあったが、「トロヤ群戦役」にて搭乗機共々行方不明となる。入隊前は世界的なエリートと評される超名門校「七石中央工科大学（セブンストーンセントラルテック）」の学生であり、実家の成都を離れて一人暮らしをしていた。
吉崎 美咲（よしざき みさき）
声 - 東城日沙子
麗香の親友。エンシエントガールズの候補生だったが、アトラハーシスの通信士に転属してサポートに当たる。
オリビア・マクレーン
声 - 寺田晴名
エンシエントガールズの候補生だったがアトラハーシスのクルーに転属した。
ウォン・リム・イー・チェン
声 - 黒木ほの香
エンシエントガールズの候補生だったがアトラハーシスのオペレーターに転属した。
エメ・ブラヴェ
声 - 久保田未夢
エンシェントガールズの候補生だったがアトラハーシスのクルーに転属した。
クリシュティナ・アルツェバルスキー
声 - 原田彩楓
エンシェントガールズの候補生だったがアトラハーシスのクルーに転属した。
レイ・バーク
声 - 森功至
地球連合軍イーストアジア基地の司令長官。
ミカツキ・ウィリアムズ
声 - 生天目仁美
地球連合軍イーストアジア基地人事部所属の女性。階級は少佐。
南宮 巌（みなみや げん）
声 - 星野貴紀
麗香と麗雨の父親。地球連合軍の技術顧問にしてチームAGFEのリーダーであり、DGエネルギー関連技術における世界的権威であったが、麗雨がネルガルとの戦いで行方不明になったのを切っ掛けにDGE関連から一切手を引き、代替エネルギーの研究に没頭するようになる。麗香が持っている携帯端末は巌が製作したもので、DGEの時代では骨董品扱いの電気式。
王梨花（ワン リーファ）
声 - 大原さやか
麗香と麗雨の母親。
イ・ドンジン（Lee Dong-Jin）
声 - 山口翔平
地球連合軍諜報部の男性。階級は少佐。芸能事務所『プロダクションガールズフューチャー』のCEOとしても活動している。
リョウ・タカギ
声 - 酒井広大
シェンノン専属の整備士。28歳。階級は少尉。元アセナの整備士。南宮博士を心から尊敬しており、アセナのパイロットである麗雨とは面識がある。
アレックス・ロビンソン
声 - 松山鷹志
アトラハーシスの艦長。階級は大佐。ルナの父親カルロスとは戦友だった。
カルロス・グレコ・ペレス・ガルシア
声 - 桐本拓哉
ルナの父親。階級は中佐。かつてのネルガルとの戦闘により、月に落ちて行く重巡アビサリティと運命を共にし、死亡している。
ゾーイ・ピーターソン
声 - 喜多村英梨
護衛艦ノルマンディの艦長。階級は中佐。アトラハーシスの艦長アレックスとは数々のネルガル戦を戦い抜いた歴戦の勇士で戦友だった。
ルア
声 - 朝井彩加
火星マリネリス渓谷にあるニビル人の遺跡にただ一人住んでいる少女。
アヴィゲイル・ロータス
声 - 石黒千尋
生物学博士。
デューン・ネーデルマン
声 - 池添朋文
ノースアフリカ大学教授。考古学者。
ロバート・ヘイロゥ
声 - 山口翔平
ノースアメリカ出身の宇宙工学博士。愛称はボブ。
ヘンリー・ナーシサス・ウィルマース
声 - 青森伸
量子力学の権威。
アミナタ・ケイタ
アナンシのパイロット。愛称はアミ。西アフリカのドゴン族。
マリアム・ケイタ
アナンシのパイロット。アミナタの双子（一卵性）の妹。愛称はマリ。
エリザヴェータ・エロフェエヴナ・ザギトワ
オーディンのパイロット。階級は中尉。ロシア出身。
アンゲリーナ・アレクサンドロヴナ・プリセツカヤ
アセナの先代パイロット。階級は准尉。ウクライナ出身。愛称はリノーチカ。
レディ・ローズ
10代でデビューし、瞬く間に人気を博した世界のトップアーティスト。年齢は30代。
フィフィ
スカウトで士官学校から来たAG部隊の隊員。ニュージーランド出身のマオリ族。
ハイダ
AG部隊の隊員。ドイツ出身。
ミヤチー
AG部隊の隊員。ブラジル出身。
宇田昌平（うだ しょうへい）
月基地の第8設営部隊隊長。おやっさんと呼ばれている。

## メカニック
AG-08 シェンノン（神農）
中国・三星堆遺跡にて発掘された8体目のG'sフレーム。他のG'sフレームに比して小型の人型で、胸部の透明部分に搭乗者スペースがあり、搭乗者は機体と一体化し、自らの動く通りに挙動する。両眼と両椀など機体各所にDGエネルギーによる光線照射砲が搭載されている。小型の機体であるため積載できるDGエネルギー総量は少ないものの、ネルガルが石化爆縮する際に放出されるDGエネルギーを吸収する機能が備わっており、継戦能力は高い。
当初は発掘途上であったが、ネルガルによるセブンストーンシティ襲撃と同時に起動。セブンストーンシティに到着後、麗香を友人の美咲とともに機体に乗せ、ネルガルを一掃する。しかしその後は麗香を含めAG部隊の誰も起動させることができなかったが、ネルガルの再襲撃の際、麗香の強い意志に答える形で再起動する。
デザイン - 森木靖泰
AG-08X ダイシェンノン
声 - 星野貴紀
シェンノンとともに発掘された2機の非人型G'sフレーム・ニゥワとフーシーが合体する事で完成する。女性を彷彿とさせる外見のシェンノンと打って変わりスーパーロボットのようなフォルムを持ち男性的な声で自ら名乗りを上げる。機体背面のパーツと脚部から射出される棒状のパーツを合体させる事で形成される刀耕火耨（とうこうかどう）を武器とし、目標はおろか周辺一帯を消滅させる強力な一撃を放つ。
デザイン - 森木靖泰
AG-06 ククルカン
メキシコ・ユカタン半島 チチェン・イッツァ遺跡にて発掘された6体目のG'sフレーム。有翼、下半身が蛇の異形の機体。両翼と尾部に高出力DGビーム砲を搭載した重攻撃型。飛行時にはとぐろを巻いた円盤状となる。大気圏内であれば周囲の電荷を操作することで、気象操作を行える。
AG-07 パピルサグ
サウジアラビア・マダイン・サーレハ遺跡にて発掘された7体目のG'sフレーム。4足歩行の人馬型で、直線とブロックを組み合わせた角ばった外観が特徴。高出力スラスターとバーニアによる高機動戦闘を得意とする一方、DG被膜（バリアー）を搭載し、高い防御力の他、光学迷彩やネルガルに対する欺瞞能力や腕部に搭載されている遠距離攻撃用の弓状の装備を近接戦闘においてはDG被膜を打根状に収束させ弭槍(はずやり)のような直接攻撃が可能など、多彩な応用が可能。

AG-03 ガンダルヴァ
インド・カンベイ湾海底遺跡にて発掘された3体目のG'sフレーム。機体本体の全高をはるかに巨大な翼をもつ女性型G'sフレーム。高機動モードの鳥人形態と防御モードの卵形態を使い分ける。搭乗者独自のプログラムでDGエネルギーを操作でき、様々な『特殊奏法』が開発されている、しかしその自由度は解析不能であり、そのため機体の最大スペックも未だ謎である。
デザイン - 鈴木勘太
AG-01 アプスー
アルジェリア・タッシリ・ナジェール遺跡にて発掘された最初のG'sフレーム。劇中では『白い巨人』と呼ばれている。GSエネルギーを単独で生成する能力があり、生成したエネルギーをビームとして照射することが可能。本来は惑星開発用の作業機で、前述の攻撃能力も、エネルギー補給機能を応用したものである。連合歴119年「119火星防衛戦」にてネルガルを一掃し、以降地球防衛の要として活躍していたが、トロヤ宙域での決戦において出撃不能となり、現在戦力外。アトラハーシスのコアとして転用されている。火星マリネリス渓谷にあるニビル人の遺跡には、同型機と思われる複数の残骸が埋もれている。
デザイン - 石垣純哉
AG-04 アセナ
トルコ南東部・ギョベックリ・テペ遺跡から発掘された4体目のG'sフレーム。黒い獣人型。木星「トロヤ群戦役」の戦闘によりパイロット共々未帰還となる。
デザイン - 石垣純哉
AG-05 オーディン
ロシア・コラ半島の古代ピラミッドにて発掘された5体目のG'sフレーム。パイロットはエリザヴェータ。紫檀の甲冑をまとった槍を持つ騎士のような外見をしている。戦艦の主砲ほどの大きさを誇る槍状の狙撃銃を武器としている。
AG-02 アナンシ
西アフリカ・バンディアガラ断崖遺跡にて発掘された2体目のG'sフレーム。パイロットはケイタ姉妹。6メートルの赤い球体から8本の脚が放射状に生えている。
アトラハーシス
地球連合軍の空母。ジーズフレームを収容できる専用運用艦で動力源は（白い巨人）アプスーのエネルギーコアとして再利用している。
ノルマンディ
地球連合軍の対ネルガル護衛艦。対ネルガル砲を船体各所に搭載した新型艦。
アビサリティ
地球連合軍の重巡洋艦。

## 設定
ネルガル
連合歴118年、冥王星にまで版図を広げた人類の前に、突如外宇宙より襲来した未確認生命体。DGエネルギーに関するもの全てに対し攻撃を行う。当作品世界において人類社会はエネルギーのほぼ全てにDGエネルギーに依存しているため、ネルガルから無差別攻撃を受けることになり、出現より僅か1年で、人類の生存圏は地球周辺宙域にまで追いつめられた。外観は白いクラゲ状で、基本的に攻撃対象にまとわりつき、石化、爆縮し自爆する。まれに幼生体を内包し自爆する個体もあり、破片が幼生体と主に艦艇に付着しそのまま孵化、艦内に侵入し動力源に至り成長、自爆する。なお幼生体はクリオネのような外観で、成体にはない眼球がある。単体では大した戦闘力はないものの、一度に数えきれないくらい大量にワープアウトしてくるため、その物量はG'sフレームを以てしても対抗は困難。かつてニビル人を追い太陽系に飛来、火星の地下に逃れていたニビル人を絶滅させていた事が判明する。
DG(ディバイングレイス)エネルギー
21世紀後半に実用化された新世代エネルギー。異次元から電力相当する力場を取り出す技術。
G'sフレーム（ジーズフレーム）
ネルガルに対抗可能な人型発掘兵器。1万年前に飛来したニビル人が残した巨大ロボットで、作中開始時点では8体確認されている。本来、ニビル人以外が操縦することは不可能であるが、地球人はニビル人と混血したため、ごく稀に操縦適正者が存在する。各国の古代遺跡から発掘されており、発掘された地域の神話に由来するコードネーム（通称）が与えられている。後に火星にて同型機の存在が確認された白い巨人以外は外観・性能共々大きく異なっている。高度な自立型人工知能を有し、エアとは意思を疎通することができるが、地球人とは操縦適正者であっても相性の問題から、適合できた特定のG'sフレームのみ可能。
AG（エンシエントガールズ）部隊
G'sフレームの操縦適正のある10代後半の少女「エンシエントガールズ」で構成された部隊。
ニビル人
ネルガルに追われ太陽系に飛来した異星人、地球人とほぼ同じ姿で混血可能。火星に定住したグループと地球に移住したグループに分かれ、前者はネルガルの攻撃を受け全滅、後者は地球人と混血により地球人と一体化したため、純粋なニビル人は絶滅している。
エンシェント・ゴッド・フレーム探査チーム
ジーズフレーム発掘のために結成されたチーム。通称AGFE（アゼフ）。メンバーはリーダーの南宮巌、エア、イ・ドンジン、ロバート・ヘイロゥ、デューン・ネーデルマン、ヘンリー・ナーシサス・ウィルマース、アヴィゲイル・ロータス。

## スタッフ
- 原案・シリーズ構成 - ヤマサキオサム[3]
- 総監督 - 龔震華
- 副監督 - 郑翰丰 （1-9, 11-12）、なかの★陽 （10）
- メインキャラクター原案 - ERIMO[3]
- キャラクターデザイン - 福島達也[3]、沈霏
- メカニックデザイン - 森木靖泰、鈴木勘太、石垣純哉[3]
- アフレコ演出 - 亀山俊樹[3]
- 撮影監督 - 陈辰
- 音響監督 - ひらさわひさよし（日本語）[3]、皇貞季（中国語）
- 音楽 - 成田旬、ISAO[3]
- プロデューサー - 田磊
- 日本プロデューサー - 関家一樹、下村恵里奈（Creators in pack）
- アニメーション制作 - セブンストーン
- 製作 - Ancient G's Frame

## 主題歌

### 日本語版
「天」
空白ごっこによるオープニングテーマ。作詞はセツコ、作曲は針原翼、編曲は棚橋EDDYテルアキ、koyori。
「Galactic Wind」
MARiAによるエンディングテーマ。作詞はメイリア、作曲・編曲はtoku。
「約束の花」
ジョティス・パール（石原夏織）による第1話劇中歌。作詞はHH、作曲・編曲はA.K.A.I。

### 中国語版
「你的光芒」
賈甲によるオープニングテーマ。作詞は賈甲、作曲はCloud22。
「夕陽下的回憶」
賈甲によるエンディングテーマ。作詞は賈甲、作曲はCloud22。
「向往天际」
賈甲による第1話挿入歌。作詞は賈甲、作曲はA.K.A.I。

## 各話リスト
| 話数 | サブタイトル             | 脚本     | 脚本          | 絵コンテ       | 演出       | 作画監督                                                                                            | 初放送日 （日本） |
| ---- | ------------------------ | -------- | ------------- | -------------- | ---------- | --------------------------------------------------------------------------------------------------- | ----------------- |
| #1   | G's Frame                | 大野木寛 | 杨静海 贺自清 | ヤマサキオサム | Oyanum     | 沈霏 林梦赟 郑永全 陈泓毅 孙鹏 赵小川 尹思瑶 味噌拉面 李翰林 郭婷 李鹏 胡根 周洁 杨晓骏 张哲 王家梁 | 2021年 10月12日   |
| #2   | AG部隊                   | 広田光毅 | 杨静海 贺自清 | ヤマトナオミチ | Oyanum     | 林梦赟 郑永全 陈泓毅 孙鹏 红朱 尹思瑶 味噌拉面 李翰林 郭婷 李鹏 周洁 杨晓骏 张哲 王家梁 邹磊        | 10月19日          |
| #3   | 成層圏のジョティス       | 堺三保   | 杨静海 贺自清 | 久城りおん     | Oyanum     | 沈霏 林梦赟 郑永全 孙鹏 李鹏 尹思瑶 赵震坤 味噌拉面 周洁 孙建清                                     | 10月26日          |
| #4   | 月の墓標                 | 大野木寛 | 杨静海 贺自清 | なかの★陽      | 前田基匡   | 李翰林 郑永全 孙鹏 李鹏 尹思瑶 赵震坤 味噌拉面 周洁 赵小川 刘英 胡根 李春桃 陈秋玲 张丹妮 水月灵儿  | 11月2日           |
| #5   | ノルマンディ燃ゆ         | 堺三保   | 杨静海 贺自清 | 石平信司       | -          | 赵小川 周建 郑永全 陈弘毅 孙鹏 尹思瑶 味噌拉面 李翰林 李鹏 周洁 孙建清                              | 11月9日           |
| #6   | エアの約束               | 広田光毅 | 杨静海 贺自清 | 西澤晋         | 多田野緋兎 | 郑永全 孙鹏 林有德 李翰林 李鹏 周洁 赵小川                                                          | 11月16日          |
| #7   | ふわふわ麗香             | 大野木寛 | 杨静海 贺自清 | なかの★陽      | 近橋伸隆   | 郑永全 孙鹏 林有德 李鹏 周洁 赵小川 尹思瑶                                                          | 11月23日          |
| #8   | 深海のガンダルヴァ       | 広田光毅 | 杨静海 贺自清 | なかの★陽      | なかの★陽  | 赵小川 尹思瑶 味噌拉面 周洁                                                                         | 11月30日          |
| #9   | アセナからの通信         | 堺三保   | 杨静海 贺自清 | なかの★陽      | -          | 赵小川 尹思瑶 赵震坤 味噌拉面 周洁 张丹妮 孙建清 白鸟                                               | 12月7日           |
| #10  | 麗香と麗雨・大赤斑攻防戦 | 広田光毅 | 杨静海 贺自清 | 西澤晋         | -          | 赵小川 尹思瑶 味噌拉面 邹磊 胡建清 赵震坤 周洁                                                      | 12月14日          |
| #11  | 黒い地球                 | 堺三保   | 杨静海 贺自清 | 石平信司       | なかの★陽  | 赵小川 尹思瑶 林有德 郑永全 孙建清 张云 赵震坤 周洁                                                 | 12月21日          |
| #12  | エルピス――最後の希望     | 大野木寛 | 杨静海 贺自清 | ヤマトナオミチ | 織田美浩   | 赵小川 周建 尹思瑶 林有德 郑永全 李鹏 孙建清 赵震坤 小七                                            | 12月28日          |

## 放送局
| 放送期間                      | 放送時間           | 放送局   | 対象地域 | 備考                            |
| ----------------------------- | ------------------ | -------- | -------- | ------------------------------- |
| 2021年10月12日 - 12月28日     | 火曜 19:00 - 19:30 | TOKYO MX | 東京都   |                                 |
| 2021年10月17日 - 2022年1月2日 | 日曜 23:00 - 23:30 | BS日テレ | 日本全域 | BS放送 / 『アニメにむちゅ〜』枠 |

| 配信開始日     | 配信時間                     | 配信サイト |
| -------------- | ---------------------------- | --- |
| 2021年10月11日 | 月曜 12:00 更新              | Amazon Prime Video ABEMAビデオ ABEMAプレミアム会員限定 dアニメストア Hulu ひかりTV U-NEXT FOD ニコニコチャンネル Rakuten TV ビデオマーケット GYAO! GYAO!ストア DMM.com |
|                | 月曜 22:00 - 22:30           | ニコニコ生放送 |
| 2021年10月12日 | 火曜 2:00 - 2:30（水曜深夜） | ABEMA |
| 2021年10月18日 | 月曜 12:00 更新              | バンダイチャンネル TELASA |